# دینا کاستلانوس
دینا کریستینا کاستلانوس نوهنیس (به اسپانیایی: Deyna Cristina Castellanos Naujenis)(زادهٔ ۱۸ آوریل ۱۹۹۹ میلادی) یک بازیکن زن فوتبال اهل کشور ونزوئلا است. وی برای تیم فوتبال زنان فلوریدا استیت سمینولز بازی کرده‌است و همکنون بازیکن تیم اتلتیکو مادرید می‌باشد و در لیگ برتر فوتبال زنان اسپانیا بازی می‌کند. او همچنین یکی از اعضای تیم ملی فوتبال زنان ونزوئلا است.

## پیشهٔ بین‌المللی

### تیمهای ملی جوانان ونزوئلا
در سال ۲۰۱۴ دینا کاستلانوس یکی از اعضای تیم زیر ۱۷ سال ونزوئلا بود و به همراه این تیم در جام جهانی زیر ۱۷ سال زنان مقام چهارم را بدست آورد. او همچنین با تیم جوانان این کشور در بازی‌های المپیک تابستانی جوانان ۲۰۱۴ شرکت کرد و به همراه این تیم نایب قهرمان این رقابتها شد. او همچنین جایزهٔ کفش طلای مسابقات جام جهانی زیر ۱۷ سال زنان را در سال ۲۰۱۴ با شش گل زده به‌طور مشترک همراه با هم تیمی خود گابریلا گارسیا بدست آورد. او همچنین به عنوان گلزن برتر تیم جوانان در رقابتهای فوتبال زنان المپیک ۲۰۱۴ با هفت گل زده کسب کرد. وی همچنین بهترین گلزن بازیهای قهرمانان فوتبال زیر ۱۷ سال زنان آمریکای جنوبی سال ۲۰۱۶ را با ۱۲ گل زده به نام خود ثبت کرد. او با ۳۵ گل زده عنوان رکورد گلزن برتر تیم فوتبال زیر ۱۷ سال زنان ونزوئلا را در دست دارد. کاستلانوس همکنون با ۱۱ گل زده رکورد برترین گلزن تمامی دوران رقابتهای جام جهانی زیر ۱۷ سال زنان را به نام خود ثبت کرده‌است.
دینا کاستلانوس در ژانویهٔ ۲۰۱۸ به تیم فوتبال زیر ۲۰ سال زنان ونزوئلا و برای حضور در بازیهای قهرمانان فوتبال زیر ۲۰ سال زنان آمریکای جنوبی سال ۲۰۱۸ دعوت شد. او تنها بازیکنی بود که موفق شد سه بار در گروه ب این بازیها گلزنی کند. یک گل در هر بازی و در مقابل تیمهای اروگوئه، بولیوی و شیلی. او همچنین تنها بازیکنی بود که در مرحله نهایی این رقابتها موفق به گلزنی شد با یک گل زده در مقابل تیم پاراگوئه که در نهایت بازی را با نتیجهٔ ۳–۱ به این تیم باختند.

## تیم بزرگسالان
در آوریل سال ۲۰۱۸ دینا کاستلانوس یکی از بازیکنان تیم ملی بزرگسالان زنان ونزوئلا بود و به همراه این تیم در کوپا آمریکا زنان ۲۰۱۸ شرکت داشت. او در نخستین بازی خود در تیم ملی بزرگسالان در مقابل تیم ملی فوتبال زنان اکوادور و در تاریخ ۵ آوریل موفق به گلزنی شد. همچنین در بازی که چهار روز پس از آن مقابل بولیوی انجام دادند وی ۴ گل از هشت گل تیم ونزوئلا را به ثمر رساند که آنها در نهایت موفق شدند این بازی را با نتیجهٔ ۰–۸ به سود خود به پایان برسانند.